# Cormac Murphy-O'Connor
Cormac Murphy-O'Connor (Reading, 24 de agosto de 1932 - Londres, 1 de septiembre de 2017) fue un cardenal británico, arzobispo emérito de Westminster, Inglaterra. Perteneció al Grupo de San Galo.

## Biografía
Nacido de padres irlandeses en Reading, en el sureste de Inglaterra, fue ordenado sacerdote en Portsmouth el 28 de octubre de 1956. Estaba licenciado en filosofía y teología en la Pontificia Universidad Gregoriana, Roma.
Fue vicario en Portsmouth y Fareham, y director de las vocaciones y secretario del entonces obispo Derek Worlock. Más tarde fue párroco de la Inmaculada Concepción, Southampton, durante un año antes de ser nombrado rector del Venerable Colegio Inglés de Roma (1971-1977).
El 17 de noviembre de 1977 el papa Pablo VI lo nombró obispo de Arundel y Brighton, recibiendo la ordenación episcopal el 21 de diciembre.
Desempeñó un papel relevante en el diálogo ecuménico. De 1982 a 2000 fue copresidente de la Comisión Internacional Anglicana-Católica Romana (ARCIC), cuyo documento The Gift of Authority (El don de la autoridad), fue publicado en 1999. En 2000, el arzobispo de Canterbury le otorgó el Doctorado en Teología Lambeth en reconocimiento a la labor que ha realizado por la unidad de los cristianos.
También trabajó como presidente de varios comités de la Conferencia Episcopal de Inglaterra y Gales.
Su ascenso al arzobispado de Westminster fue anunciado el 15 de febrero de 2000.
En noviembre de 2000 fue elegido Presidente de la Conferencia Episcopal de Inglaterra y Gales y ocupó este puesto hasta mayo de 2009.
Fue también vicepresidente del Consejo de las Conferencias Episcopales de Europa (CCEE), 2001-2006.
Asistió a la X Asamblea Ordinaria del Sínodo de los Obispos, Ciudad del Vaticano, 2001 y la XI Asamblea General Ordinaria del Sínodo de los Obispos, Ciudad del Vaticano, en 2005.
Fue creado y proclamado cardenal por el papa Juan Pablo II en el consistorio del 21 de febrero de 2001, con el título de S. Maria sopra Minerva (Santa María sobre Minerva). Participó en el cónclave de 2005 en el que fue elegido Joseph Ratzinger como nuevo papa. Fue arzobispo emérito de Westminster desde el 3 de abril de 2009.
En mayo de 2010 fue uno de los visitadores nombrados por Benedicto XVI para investigar los casos de abusos producidos en Irlanda. También el papa lo eligió como enviado especial en la conmemoración del ciento veinticinco aniversario de la archidiócesis de Daca (Bangladés) y del cuarto centenario de la evangelización del territorio bengalí.
El cardenal Murphy-O'Connor no participó en el cónclave de 2013, por haber superado la edad de 80 años, pero sí estuvo presente en las congregaciones generales previas.
Estuvo presente en la ceremonia de entronización de Justin Welby, arzobispo de Canterbury y primado de la Comunión anglicana el 21 de marzo de 2013.
Falleció el 1 de septiembre de 2017 a la edad de 85 años, después de luchar un tiempo contra el cáncer. Fue enterrado bajo la décima estación de la cruz en la Catedral de Westminster. Como era el décimo arzobispo de Westminster, y también porque esta estación está justo enfrente de la Capilla de San Patricio, fue enterrado allí de acuerdo con sus deseos debido a su conexión irlandesa con el condado de Cork en Irlanda.

## Obras
- Cormac Murphy-O'Connor (2004). At The Heart Of The World. Darton Longman & Todd. ISBN 9780232524819.
- Cormac Murphy-O'Connor (2001). A world without a father. British Library. ISBN 9780712344302.
- Cormac Murphy-O'Connor (1984). The Family of the Church. Darton, Longman & Todd. ISBN 9780232516258.
- Cormac Murphy-O'Connor (2005). The Human Face of God. Three Peaks Press. ISBN 9781902093079.
- Commission internationale anglicane-catholique (2000). Anglicans et catholiques: approches de l'unité. Bayard éd.-Centurion. ISBN 9782728909322.